# Тутев, Георги
Гео́рги Ивано́в Ту́тев (болг. Георги Иванов Тутев; 23 августа 1924, София, Болгария — 13 сентября 1994, там же) — болгарский композитор и дирижёр.

## Биография
Родился в семье болгарина и немки. В 1942—1946 годах учился на юридическом факультете Софийского университета. Первоначальное музыкальное образование получил в Софии у Веселин Стоянова (гармония) и Любомира Пипкова (композиция), продолжив его в Москве у Виктора Белого, Юрия Шапорина (композиция) и Николая Аносова (дирижирование). В 1954—1958 годах — секретарь Союза болгарских композиторов. В 1958—1961 годах — ответственный редактор Музыкальной редакции Софийского радио. В 1961—1987 годах — дирижёр Народного молодёжного театра в Софии. Писал музыку к спектаклям и кинофильмам.

## Сочинения
- детская опера «Снежная королева» (1986)
- симфония № 1 (1959)
- симфония № 2 (1972)
- симфоническая поэма «Легенда о Лопянском лесе» (1950)
- сюита «Бунт на крейсере „Надежда"» (1954)
- увертюра «Реквием» (1963)
- «Метаморфозы» для 13 струнных (1966)
- концертная музыка для струнных, ударных и клавишных «Ностальгия по потерянной гармонии» (1982)

## Награды
- 1980 — Заслуженный артист НРБ